# كاتارينا فرتادو
كاتارينا فورتادو (بالبرتغالية: Catarina Furtado‏) (ولدت في 25 أغسطس 1972) مذيعة تلفزيونية وممثلة برتغالية وسفيرة للنوايا الحسنة لصندوق الأمم المتحدة للسكان. ولدت كاتارينا في لشبونة وهي ابنة الصحفي يواكيم فرتادو.

## روابط خارجية
- كاتارينا فرتادو على موقع IMDb (الإنجليزية)
- كاتارينا فرتادو على موقع ديسكوغز (الإنجليزية)
- كاتارينا فرتادو على موقع قاعدة بيانات الفيلم (الإنجليزية)

- كاتارينا فرتادو في قاعدة بيانات الأفلام على الإنترنت